# 76式37mm連装機関砲

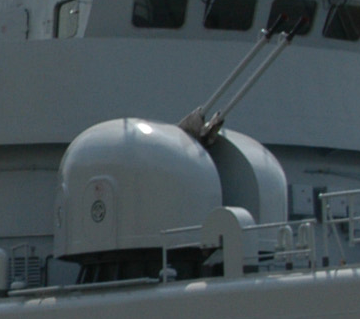
76A式37mm連装機関砲

76式37mm連装機関砲（中国語: 76A/76F式37毫米双管舰炮, H/PJ-76）は、中国人民解放軍海軍が運用する艦載用の対空機関砲。

## 概要
従来中国人民解放軍では、ソビエト連邦製のM1939 37mm連装機関砲（61-K）系列の機関砲を運用しており、海軍でも艦載型の70K型、およびそのライセンス生産型である67式37mm連装機関砲を採用していた。
1970年代、地上型が74式に発展するのに伴って開発された艦載型が76式である。

## バリエーション
76式は、組み合わされる砲塔システムに応じて、3つのバージョンに大別される。
76式
原型機。開放砲架を採用しており、外見上は67式と類似しているが、自動装填化して省力化するとともに、341型レーダーと連動しての遠隔操作を可能にしている。
なお、67式と同様に、手動装填・砲側照準での射撃も可能である。
76A式
1970年代後半、イタリア・ブレーダ社製のコンパクト 40mm連装機関砲の技術を導入して開発された改良型。
外見上は一新されて、無人化された密閉式砲塔に変更されており、基本的には同砲の37mm口径版というべきものである。同社のダルド・システムと同様、射撃指揮レーダーと連動させることでCIWSとして使うことができ、同システムで採用されていたRTN-20X（SPG-74）を山寨化した347型レーダーが使用される。
76F式
76式をもとに、76A式の技術を導入して改良したものであり、有人式の密閉砲塔を採用している。

## 諸元・性能
諸元
- 種別: 機関砲
- 口径: 37mm
- 砲身長: 63口径長
- 砲身構造: 単肉構造
- 重量: 126kg

性能
- 俯仰角: -10~85度
- 旋回角: 360度
- 初速: 1,000m/s
- 有効射程: 4,500メートル (2.4 nmi)
- 最大射程: 9,400メートル (5.1 nmi)
- 発射速度: 180~200発/分（1門あたり）

砲弾・装薬
- 弾薬: 37x252mmSR（完全弾薬筒）

## 搭載艦艇
76式
- 江東型フリゲート（053K型）
- 江滬II/III/IV型フリゲート（053H1Q/H2型）
- 福清級補給艦
- 904型輸送艦
- 玉庭型揚陸艦（072-II型; 第一次発注艦）
- 沃雷型機雷敷設艦（918型）
- 撫順型掃海艇（10型）
- 上海-III型哨戒艇（62C型）

76A式
- 旅大III型駆逐艦（051型Mod.3/4）
- 旅滬型駆逐艦（052型）
- 旅海型駆逐艦（051B型）
- 江滬V型フリゲート（053H1G型）
- 江衛型フリゲート（053H2G/H3型）
- 紅星型ミサイル艇（037-II型）
- 紅箭型ミサイル艇（520T型）
- ナレースワン級フリゲート

76F式
- 海情型哨戒艇（037-I型）
- 玉庭型揚陸艦（072-II型; 第二次発注艦）
- 玉庭-II型揚陸艦（072-III型）
- 撫仙湖級輸送艦
- 福池型補給艦
- 082G型掃海艇